# Tetraneura caerulescens
Tetraneura caerulescens är en insektsart. Tetraneura caerulescens ingår i släktet Tetraneura och familjen långrörsbladlöss. Inga underarter finns listade i Catalogue of Life.